# Pietro Giubilo
Pietro Giubilo (* Roma, 29 de agosto de 1942 - ) es un funcionario público y político italiano.
Nacido en 1942, fue funcionario regional, y en su juventud se unió a un movimiento político de extrema derecha; más tarde se inscribió en la Democracia Cristiana.
Fue funcionario regional, de joven se adhirió a un movimiento político de extrema derecha, para luego inscribirse en la Democracia Cristiana. Vecino de Vittorio Sbardella (1939 - 1994), fue parte de la corriente de Giulio Andreotti.
Renunció a presentarse en elecciones administrativas antecipadas de octubre de 1989.

## Distinciones
- Orden al Mérito de 2ª Classe - Caballero de Gran Cruz de la Orden al Mérito de la República Italiana: — Roma, 27 de febrero de 2014[1]